# Estación de Tocina
Tocina es un apeadero ferroviario situado en el municipio español de Tocina, en la provincia de Sevilla, comunidad autónoma de Andalucía. Dispone de servicios de Media Distancia. Forma parte también de la línea C-3 de la red de Cercanías Sevilla operada por Renfe.

## Situación ferroviaria
Las instalaciones se encuentran situadas el punto kilométrico 202,1 de la línea férrea de ancho ibérico que une Mérida con Los Rosales, a 27 metros de altitud sobre el nivel del mar, entre las estaciones de Alcolea del Río y Los Rosales. El tramo es de vía única y está sin electrificar.

## Historia
La estación fue abierta al tráfico el 1 de mayo de 1870 con la puesta en funcionamiento del tramo Tocina-Villanueva del Río y Minas, de la línea férrea que pretendía unir Los Rosales, al norte de Sevilla con Mérida. Las obras corrieron a cargo de Manuel Pastor y Landero, ingeniero de caminos que logró la concesión en 1869. Ante las dificultades que sufría para continuar con las obras, en julio de 1880 decidió vender la concesión a MZA, sin embargo, llegó también a un acuerdo con la Compañía de los Ferrocarriles Extremeños, formada por acreedores del propio Pastor y Landero, lo que daría lugar a una larga batalla legal entre ambas empresas. Finalmente, MZA acabó pactando con los Ferrocarriles Extremeños y, previo pago, se quedó con la línea concluyéndola en 1885.
En un principio la estación se denominó «Tocina-Pueblo» para diferenciar las instalaciones del otro recinto ferroviario que existía en el municipio, denominado Tocina-Empalme. No sería hasta años después cuando recibió su nombre definitivo. En 1941, tras la nacionalización del ferrocarril en España, la estación pasó a ser gestionada por RENFE. Desde enero de 2005 el ente Adif es la titular de las instalaciones.

## Servicios ferroviarios

### Media Distancia
Únicamente efectúa parada un tren diario MD por sentido que permite conexiones directas con Madrid, Plasencia, Cáceres, Mérida, Zafra y Sevilla. 
| Línea MD | Trenes | Origen/Destino      |  | Destino/Origen                  |
| -------- | ------ | ------------------- |  | ------------------------------- |
| 74       | MD     | Sevilla-Santa Justa |  | Cáceres Madrid-Atocha Cercanías |

### Cercanías
La estación forma parte de la línea C-3 de la red de Cercanías Sevilla operada por Renfe.
| procedencia/destino | < estación      | Línea | estación >  | destino/procedencia |
| ------------------- | --------------- | ----- | ----------- | ------------------- |
| Cazalla-Constantina | Alcolea del Río |       | Los Rosales | Sevilla-Santa Justa |